# Florit
|  | Per a altres significats, vegeu «Florit (desambiguació)». |

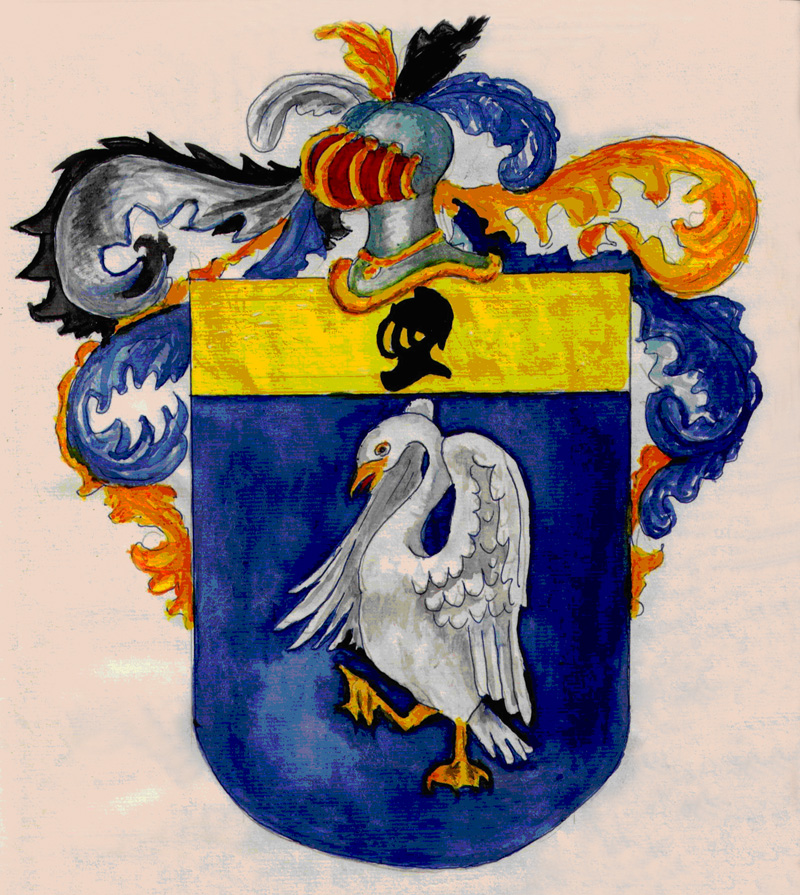
Escut d'Armes Florit.

Florit és un llinatge originari del Llenguadoc (Occitània, França). Als primers anys del segle xv, alguns dels seus cavallers passaren a la Corona d'Aragó, establint-se preferentment a Catalunya i a Balears.

## Introducció

### Heràldica
Respecte a l'Heràldica s'ha de tenir molt en compte el principi bàsic de què no n'hi ha blasons corresponents a tot un llinatge; sinó solament a la família i estirp que el monarca ennobleix, sense que cap altre del mateix llinatge, malgrat siguin parents col·laterals, puguin emprar aquestes almes, i molt menys timbrar-la amb l'elm de cavallers. Per això, tant l'escut que s'ha presentat és tan sols per curiositat; escriu molt bé un heraldista anglès que "l'Heràldica són les flors que bordegen les sendes, no sempre amenes, de la Història". Si es desitja emprar aquest emblema, a títol particular, altre Florit que no pertanyi a la família ennoblida (fora de Menorca), pot fer-ho, però suprimint els detalls que són exclusius de l'estament de cavalleria, és a dir: la forma de l'escut heràldic, l'elm i els seus accessoris. En canvi, res prohibeix a tot Florit senyalar les seves enceres, en comptes de les seves inicials, am el cigne de plata en camp d'atzur, i fins i tot amb l'elm de sable a cap d'or, sempre que es tanquin en un segell, cercle, oval, quadre, rectangle, etc.

#### Blasó
Trae d'atzur i cigne de plata, linguat de gules, picat i membrat d'or. Cap d'or i elm de sable. Timbre de cavaller: elm d'acer tercejat, adornat amb reixetes i bordura d'or i forrat de gules. A sa crinera, plomall de plomes. Pendents de la part superior de l'elm i rodejat aquest la meitat alta de l'escut, llambrequins que, com les plomes, són dels colors i metalls del blasó, és a dir: or i plata, atzur i sable.

## El llinatge Florit a Menorca
Trobem Florit a l'illa de Menorca des dels primers llibres que es conserven a l'Arxiu Diocesà de Menorca i que daten de la segona meitat del segle xvi (sabut que el 1558 els pirates turcs destruïren a Ciutadella tots els arxius, tal com havien fet a Mahó alguns anys abans, el 1535. Degut a la invasió de Mahó per Khair ed-Din Barba-rossa el 1535 i de la destrucció de Ciutadella pels turcs el 10 de juliol del 1558, als llibres dels bateigs de tota l'illa de Menorca comencen l'any 1565 (el 1566 a Ciutadella, y el 1570 a Ferreries), i els del matrimoni el 1577; pel que no es podrà formar cap genealogia a Menorca abans d'aquests anys.